# Sphaerostephanos daymanianus
Sphaerostephanos daymanianus är en kärrbräkenväxtart som beskrevs av Holtt. Sphaerostephanos daymanianus ingår i släktet Sphaerostephanos och familjen Thelypteridaceae. Inga underarter finns listade.